# Lara Tremouroux
Lara da Silva Tremouroux (Rio de Janeiro, 12 de abril de 1997) é uma atriz brasileira. É filha do ator Thierry Tremouroux, de origem belga, e da atriz Lorena da Silva, o que gerou em Lara uma grande aptidão para o mundo das artes, fazendo curso de teatro desde os cinco anos de idade.
Se destacou nas séries Filhos da Pátria (2017-19) e Rota 66 (2022), na supersérie Onde Nascem os Fortes (2018) e na novela Um Lugar ao Sol (2021).

## Carreira
Seu primeiro trabalho na TV foi como Sandrinha, na novela Babilônia. Depois disso, integrou o elenco da série de comédia de costumes Filhos da Pátria, onde interpretou uma das protagonista, a revolucionária Catarina Bulhosa, e dividia o protagonismo com Alexandre Nero, Fernanda Torres e Johnny Massaro, o pai, a mãe e o irmão de Catarina, respectivamente. A primeira temporada da série, de 2017, retratava o dia-a-dia de uma família de classe média pós-independência do Brasil, enquanto a segunda temporada, de 2019, mostrava o mesmo enredo, agora após a tomada de poder de Getúlio Vargas. 
Em seguida, participa da supersérie Onde Nascem os Fortes, como Aurora Gouveia, filha dos personagens de Alexandre Nero e Débora Bloch, uma menina doente que convive com lúpus e se envolve com um homem mais velho, o delegado Plínio (Enrique Díaz). Ganhou notoriedade em 2021 ao interpretar a rebelde Joy em Um Lugar ao Sol, a namorada de Ravi, personagem de Juan Paiva, que acaba engravidando do rapaz. No ano seguinte, interpreta a fotógrafa Luli em Rota 66, série original Globoplay. A personagem fez par romântico com o protagonista, Caco Barcellos, interpretado por Humberto Carrão. Ainda em 2022, interpreta a estudante de medicina Carol no filme Ela e Eu, com direção de Gustavo Rosa de Moura, filha da protagonista, Bia (Andréa Beltrão), mulher que volta de um coma após o parto da personagem de Lara.

## Vida pessoal
É abertamente bissexual. Já namorou a fotógrafa Bia Novaes e atualmente namora o ator Felipe Frazão, com quem atuou em Medusa.

## Filmografia

### Televisão
| Ano       | Título                      | Personagem                     | Notas                       |
| --------- | --------------------------- | ------------------------------ | --------------------------- |
| 2015      | Babilônia                   | Sandrinha                      | [ 6 ]                       |
| 2015      | Não Se Apega, Não           | Priscila                       | [ 7 ]                       |
| 2017–2019 | Filhos da Pátria            | Catarina Bulhosa               | [ 6 ]                       |
| 2018      | Onde Nascem os Fortes       | Aurora Gouveia                 | [ 6 ]                       |
| 2019      | Sob Pressão                 | Juliana Fontoura               | Temporada 3, "Episódio 6"   |
| 2021–2022 | Um Lugar ao Sol             | Joyce Rodrigues Ferreira (Joy) | [ 6 ]                       |
| 2022      | Rota 66: A Polícia que Mata | Maria Luiza Salles (Luli)      |                             |
| 2023      | Últimas Férias              | Maria Luiza Velasco (Malu)     |                             |
| 2023      | Fim                         | Rita                           |                             |
| 2024      | Um Dia Qualquer             | Nathália                       | Temporada 2                 |
| 2024      | Sutura                      | Maya                           | Original Amazon Prime Video |

### Cinema
| Ano  | Título                      | Personagem | Notas  |
| ---- | --------------------------- | ---------- | ------ |
| 2015 | Não Se Apega, Não - O Filme | Priscila   | [ 7 ]  |
| 2022 | Ela e Eu                    | Carol      | [ 9 ]  |
| 2023 | Medusa                      | Michele    | [ 10 ] |
| 2024 | O Combinado Não Sai Caro    | Maia       |        |
| 2025 | Homem com H                 | Eugênia    |        |

## Prêmios e indicações
| Ano  | Prêmio                                        | Categoria                                    | Indicação        | Resultado |
| ---- | --------------------------------------------- | -------------------------------------------- | ---------------- | --------- |
| 2019 | Prêmio The Brazilian Critic                   | Melhor Atriz Coadjuvante em Série de Comédia | Filhos da Pátria | Indicada  |
| 2021 | Festival Internacional de Cine en Guadalajara | Melhor Interpretação                         | Medusa           | Venceu    |
| 2021 | Festival do Rio                               | Melhor Atriz Coadjuvante                     | Medusa           | Venceu    |
| 2022 | Inffinito Film Festival                       | Melhor Elenco                                | Ela e Eu         | Venceu    |
| 2024 | Prêmio Platino                                | Melhor Atriz Coadjuvante de Filme            | Medusa           | Pendente  |